# Tracy Hills AVA
Tracy Hills AVA ist ein seit dem 8. November 2006 anerkanntes Weinbaugebiet im US-Bundesstaat Kalifornien.

## Lage
Die Rebflächen verteilen sich auf die Verwaltungsbezirke San Joaquin County und Stanislaus County. Die Anerkennung der Herkunftsbezeichnung durch das Bureau of Alcohol, Tobacco, Firearms and Explosives beruht auf einer Petition der Besitzern eines Weinguts, die Rebflächen in Tracy Hills besitzen. Aktuell fallen 5 Weinberge unter die Bestimmungen der Herkunftsbezeichnung. Sie liegen auf einer Höhe von 30 bis 150 m ü. NN.